# Rania al-Qebali
Rania al-Qebali (* 9. Januar 1991) ist eine ehemalige jordanische Leichtathletin, die im Siebenkampf sowie im Hürdenlauf an den Start ging.

## Sportliche Laufbahn
Erste Erfahrungen bei internationalen Meisterschaften sammelte Rania al-Qebali vermutlich im Jahr 2007, als sie bei den Asienmeisterschaften im heimischen Amman mit der jordanischen 4-mal-400-Meter-Staffel in 4:21,61 min den vierten Platz belegte. Im Jahr darauf belegte sie bei den Hallenasienmeisterschaften in Doha mit 2426 Punkten den sechsten Platz im Fünfkampf und anschließend wurde sie bei den Juniorenweltmeisterschaften in Bydgoszcz in der ersten Runde im 400-Meter-Lauf disqualifiziert. 2009 startete sie dank einer Wildcard über 400 Meter bei den Weltmeisterschaften in Berlin und kam dort mit 60,90 s nicht über die Vorrunde hinaus. Daraufhin gelangte sie bei den Asienmeisterschaften in Guangzhou mit 70,15 s auf Rang acht im 400-Meter-Hürdenlauf. 2010 wurde sie bei den Juniorenasienmeisterschaften in Hanoi mit 3863 Punkten Fünfte im Siebenkampf und im August desselben Jahres bestritt sie ihren letzten offiziellen Wettkampf und beendete daraufhin ihre aktive sportliche Karriere im Alter von nur 19 Jahren. 

## Persönliche Bestleistungen
- 400 Meter 59,32 s, 26. April 2008 in Amman
- 400 m Hürden: 63,90 s, 7. August 2010 in Irbid
- Siebenkampf: 3863 Punkte, 4. Juli 2010 in Hanoi
  - Fünfkampf (Halle): 2426 Punkte, 14. Februar 2008 in Doha (jordanischer Rekord)